# Coronaschrein
Der Coronaschrein ist ein Reliquiar des Quedlinburger Domschatzes.  Es handelt sich um einen hausförmigen Reliquienschrein aus Eichenholz, der vergoldet und teilweise farblich gefasst ist. Der Schrein ist 103 cm lang, 35,5 cm breit und 59 cm hoch.
Reliquien der Heiligen Corona gelangten bereits 964, also unter Otto I., an das Stift Quedlinburg, das zur Pflege der Memoria seines Vaters Heinrich errichtet worden war. Der Bericht über die Neuweihe der Stiftskirche St. Servatius nach dem Brand 1021 nennt Corona unter den Heiligen, die in einem ausschließlich weiblichen Heiligen gewidmeten Altar eingeschlossen wurden. Für das Jahr 1344 ist ein Coronaaltar genannt. Ob der Coronaschrein einen Vorgänger gehabt hat, ist unbekannt, er entstand wahrscheinlich im zweiten Viertel des 15. Jahrhunderts.
Der Schrein zeigt auf der Stirnseite das Martyrium der Heiligen Corona, im Giebelfeld darüber ein Wappen mit zwei schwarzen Querbalken auf silbernen Grund. Dieses Wappen kann der Familie von Isenburg zugeordnet werden. Der Schrein entstand daher wahrscheinlich im Auftrag der Äbtissin Adelheid IV. von Isenburg, die von 1405 bis 1435 amtierte und 1441 verstarb. Die gegenüberliegende Stirnseite zeigt einen König und eine Königin, die eine Kirche halten. Im Giebelfeld findet sich ein weiteres Wappen, ein achtstrahliger silberner Stern auf dunklem Grund. Katharina Ulrike Mersch ordnet dieses der Pröpstin Mechthild von Hackeburg zu, die in Urkunden zwischen 1406 und 1432 erscheint. Die Seitenwände zieren acht nimbierte Figuren: Die Heiligen Petrus und Paulus, Dionysius und der Erzmärtyrer Stephanus sind durch ihre Attribute identifizierbar. Zwei weitere Figuren stellen heilige Bischöfe dar, einer von diesen ist sicherlich Servatius als Patron des Quedlinburger Stiftes. Die letzten zwei Figuren sind wieder ein König und eine Königin, die den Figuren der Stirnseite sehr ähnlich sind, allerdings sind König und Königin auf den Längsseiten mit Heiligenscheinen und Szepter beziehungsweise Reichsapfel ausgezeichnet. Da der Schrein keine Inschriften trägt, ist die Identifikation in der Literatur uneinheitlich. Labusiak geht davon aus, dass die Figuren von Längs- und Stirnseite zweimal dasselbe Königspaar zeigt. Ein heiliges Königspaar, das oft mit einem Kirchenmodell dargestellt wird, sind Heinrich II. und Kunigunde. Diese waren bei der Neuweihe der Stiftskirche 1021 anwesend, Reliquien beider sind allerdings nicht in Quedlinburg belegt. Labusiak hält es für näherliegend, in dem Herrscherpaar Heinrich I. und Mathilde zu sehen. Katharina Ulrike Mersch verweist auf die Unterschiede der Figuren auf Längs- und Stirnseiten und ordnet die Figuren an der Stirnseite Otto I. und Mathilde, die an den Längsseiten Heinrich und Kunigunde zu. Das abnehmbare Satteldach des Schreines stellt eine Schindeldeckung dar.
Mit der Darstellung der Gründungspersonen Heinrich I. und Mathilde, des Stiftspatrons Servatius, des Co-Patrons Petrus, Stephanus, der als Patron des Bistums Halberstadt auch im nahen Quedlinburg verehrt wurde, und Dionysius versammelt der Schrein für das Stift wichtige Heilige. Mersch sieht in der Darstellung der vier ottonischen Herrscher eine Anspielung auf die alten Privilegien des Quedlinburger Stiftes, die vor dem Hintergrund von Auseinandersetzungen innerhalb des Stiftes, vor allem aber auch mit dem Bistum um die Exemption des Stiftes zu werten sei. Mit der Stiftung verfolgten Äbtissin und Pröpstin den Versuch, Status und Identität des Stiftes zu stärken.